# Абраменки (Кезький район)
Абра́менки (рос. Абраменки) — присілок в Кезькому районі Удмуртії, Росія.
Населення — 26 осіб (2010; 22в 2002).
Національний склад станом на 2002 рік:
- росіяни — 100 %